# Жан-Поль Рабо Сент-Етьєн
Жан-Поль Рабо Сент-Етьєн (фр. Jean-Paul Rabaut Saint-Étienne), більш відомий як Рабо Сент-Етьєн (Rabaut Saint-Étienne; 14 листопада 1743, Нім — 5 грудня 1793, Париж) — французький політичний діяч часів Великої революції, протестантський пастор, публіцист. Один з лідерів повстання федералістів.

## Біографія
Народився в 1743 році, син пастора Поля Рабо (Paul Rabaut; 1718—1794). Освіту здобув у Лозанні. Повернувшись до нього, був пастором.
У 1785 році переїхав до Парижу. У цей час з'явилися його твори «Lettres à Bailly sur l histoire primitive de la Grèce» (Париж, 1787, ) і «Le Vieux Cévenol, ou Anecdotes de la vie d'une Ambroise Borély» (1788,  [Архівовано 31 грудня 2013 у Wayback Machine.]); останнє викликало величезний інтерес, оскільки автор торкнувся всіх законів, виданих після скасування Нантського едикту.
В Установчих зборах Рабо одним з перших заговорив про свободу друку і совісті і виголосив блискучу промову 23 серпня, результатом якої було скасування виняткових законів про дисидентів. Він стояв за помірну монархію і право вето. У 1790 році один час був президентом Зборів. По закінченні діяльності останнього він редагував «Le Moniteur universel» і склав «Précis de l ' histoire de la Révolution française» (1792,  [Архівовано 31 грудня 2013 у Wayback Machine.]), — значима праця для історіографії французької революції.
Рабо Сент-Етьєн був членом Конвенту, де прилучився до жирондистів і вступив у боротьбу з монтаньярами. Після придушення повстань жирондистів ховався на околицях Версаля, але був схоплений і страчений 5 грудня 1793 року. Його дружина, дізнавшись про його смерть, позбавила себе життя.

## Видання
Твори Рабо Сент-Етьєна, крім вищеназваних:
- «Lettre sur la vie et les écrits de M. Court de Gébelin» (учитель і друг Роботи Сент-Етьєна), 1784,  [Архівовано 31 грудня 2013 у Wayback Machine.]
- «A la nation française, sur les vices de son gouvernement, sur la nécessité d établir une constitution et sur la composition des états généraux»
- «Question de droit public: Doit-on recueillir les voix dans les états généraux par ordres ou par têtes de délibérants?» (Париж, 1789)
- «Avis à toutes les assemblées d élection»
- «Réflexions sur la division nouvelle du royaume»
- «Almanach historique de la Révolution»

Його твори видавали Boissy d Anglas (Париж, 1820-26) і Collin (1826).